# Macauische Basketballnationalmannschaft der Damen
Die macauische Basketballnationalmannschaft der Damen ist die Auswahl macauischer Basketballspielerinnen, welche die Macau-China Basketball Association auf internationaler Ebene, beispielsweise in Freundschaftsspielen gegen die Auswahlmannschaften anderer nationaler Verbände, aber auch bei internationalen Wettbewerben repräsentiert. Größter Erfolg war der vierte Rang bei der Asienmeisterschaft 1982. Im Jahr 1979 trat der nationale Verband dem Weltverband Fédération Internationale de Basketball (FIBA) bei. Im November 2013 wurde die Mannschaft nicht in der Weltrangliste der Frauen geführt.

## Internationale Wettbewerbe

### Macau bei Weltmeisterschaften
Die Mannschaft konnte sich bisher nicht für eine Weltmeisterschaft qualifizieren.

### Macau bei Olympischen Spielen
Bisher gelang es der Mannschaft nicht, sich für die olympischen Basketballwettbewerbe zu qualifizieren.

### Macau bei Asienmeisterschaften
Die Mannschaft kann bisher drei Teilnahmen an Asienmeisterschaften vorweisen:
| - 1965: nicht teilgenommen - 1968: nicht teilgenommen - 1970: nicht teilgenommen - 1972: nicht teilgenommen - 1974: nicht teilgenommen - 1976: nicht teilgenommen - 1978: nicht teilgenommen - 1980: nicht qualifiziert - 1982: 4. Platz - 1984: 8. Platz - 1986: nicht qualifiziert - 1988: nicht qualifiziert - 1990: nicht qualifiziert | - 1992: nicht qualifiziert - 1994: nicht qualifiziert - 1995: nicht qualifiziert - 1997: 14. Platz - 1999: nicht qualifiziert - 2001: 12. Platz - 2004: nicht qualifiziert - 2005: nicht qualifiziert - 2007: nicht qualifiziert - 2009: nicht qualifiziert - 2011: nicht qualifiziert - 2013: nicht qualifiziert - 2015 |